# Honourable Company of Edinburgh Golfers
The Honourable Company of Edinburgh Golfers er verdens ældste golfklub, selvom spillet golf er adskillige århundreder ældre. Klubben arkiver går tilbage til 1744, hvor den lavede 13 "Rules of Golf" til sin første konkurrence, som blev spillet på Leith Links med "Silver Club" som præmie. Den første konkurrence blev vundet af John Rattray, som underskrev reglerne og blev klubbens første kaptajn. Klubben spillede på de fem huller på Leith Links i næsten et århundrede, men for mange spillere medførte i 1836, at flytningen i til Musselburgh Links' 9-hullers Old Course blev nødvendig. Musselburgh er ligesom mange andre prestigefyldte skotske baner, inklusive St Andrews, en offentlig bane, men den blev efterhånden også for lille til HCEG's medlemmer.
I 1891 anlagde klubben en ny privat 18-hullersbane i Muirfield, og den tog The Open Championship med dem. Den situation medførte en dårlig stemning i Musselburgh, som dermed mistede retten til at afholde mesterskabet fremover. Old Tom Morris designede den nye bane, som blev mødt med bred godkendelse. Den er blevet modificeret og opdateret flere gange, især indtil de sene 1920'ere, hvorefter udviklingen blev bremset. Den første udgave af The Open Championship blev spillet på banen i 1892, og det var den første turnering nogensinde, som blev afviklet over fire runder, dvs. 72 huller.